# Santa-Lucia-di-Mercurio
Santa-Lucia-di-Mercurio település Franciaországban, Haute-Corse megyében. Lakosainak száma 116 fő (2022. január 1.). Santa-Lucia-di-Mercurio Castellare-di-Mercurio, Corte, Favalello, Poggio-di-Venaco, Rusio és Tralonca községekkel határos.

## Népesség
A település népessége az elmúlt években az alábbi módon változott:
| Lakosok száma | 170  | 100  | 66   | 85   | 99   | 92   | 111  | 119  | 118  | 116  |
|               | 1968 | 1982 | 1990 | 2006 | 2013 | 2015 | 2017 | 2019 | 2020 | 2022 |